# Adangbe jezik
Adangbe jezik (adan, adantonwi, agotime, dangbe; ISO 639-3: adq), jedan od četiri jezika podskupine Kposo-Ahlo-Bowili, šire skupine Left Bank, koji se govori u Togu i Gani. 
Ne smije se brkati s jezikom Dangme koji pripada skupini ga-dangme. Nazivi Adan i Agotime označavaju posebne etničke skupine koje govore jezikom Adangbe.
2,000 govornika u Togu (2002 SIL) i 200 u Gani.

## Klasifikacija
Nigersko-kongoanski (1532)
Atlantsko-kongoanski (1436)
Voltaško-kongoanski (1362)
kwa (79)
Left Bank (30)
kposo-ahlo-bowili (4)
Adangbe [adq] (Gana)

## Vanjske poveznice
- Ethnologue (14th)
- Ethnologue (15th)